# Чжуан (фамилия)
Чжуан — китайская фамилия (клан).
莊 /  庄 — деревня, магазин, фирма.

## Известные Чжуан 庄
- Чжуан-цзы, также Чжуан Чжоу (кит. трад. 莊子, упрощ. 庄子) — знаменитый китайский философ предположительно IV века до н. э. эпохи Сражающихся царств, входящий в число учёных Ста Школ.
- Чжуан Бо 莊伯 — второй правитель удела Цюй-во в эпоху Чуньцю по имени Цзи Шань (姬鱓). Сын Хуань-шу. Правил 15 лет (730 до н. э. — 716 до н. э.).
- Чжуан Жунвэнь (род. 1961) — китайский государственный и политический деятель, заведующий Государственной канцелярией интернет-информации КНР с 21 августа 2018 года.
- Чжуан, Сяовэй (р. 1972) — китайско-американский биофизик.